# Lerskiffer
Lerskiffer är en sedimentär eller metamorf, tät, olikfärgad bergart som bildas genom att lerpartiklar samlats på botten av havsdjup. Partiklarna pressas samman av sin egen tyngd och av vattenmassornas tyngd och övergår (förstenas) då via diagenes från sediment till en sedimentär bergart. Denna botten kan senare komma upp till ytan genom tektoniska rörelser.

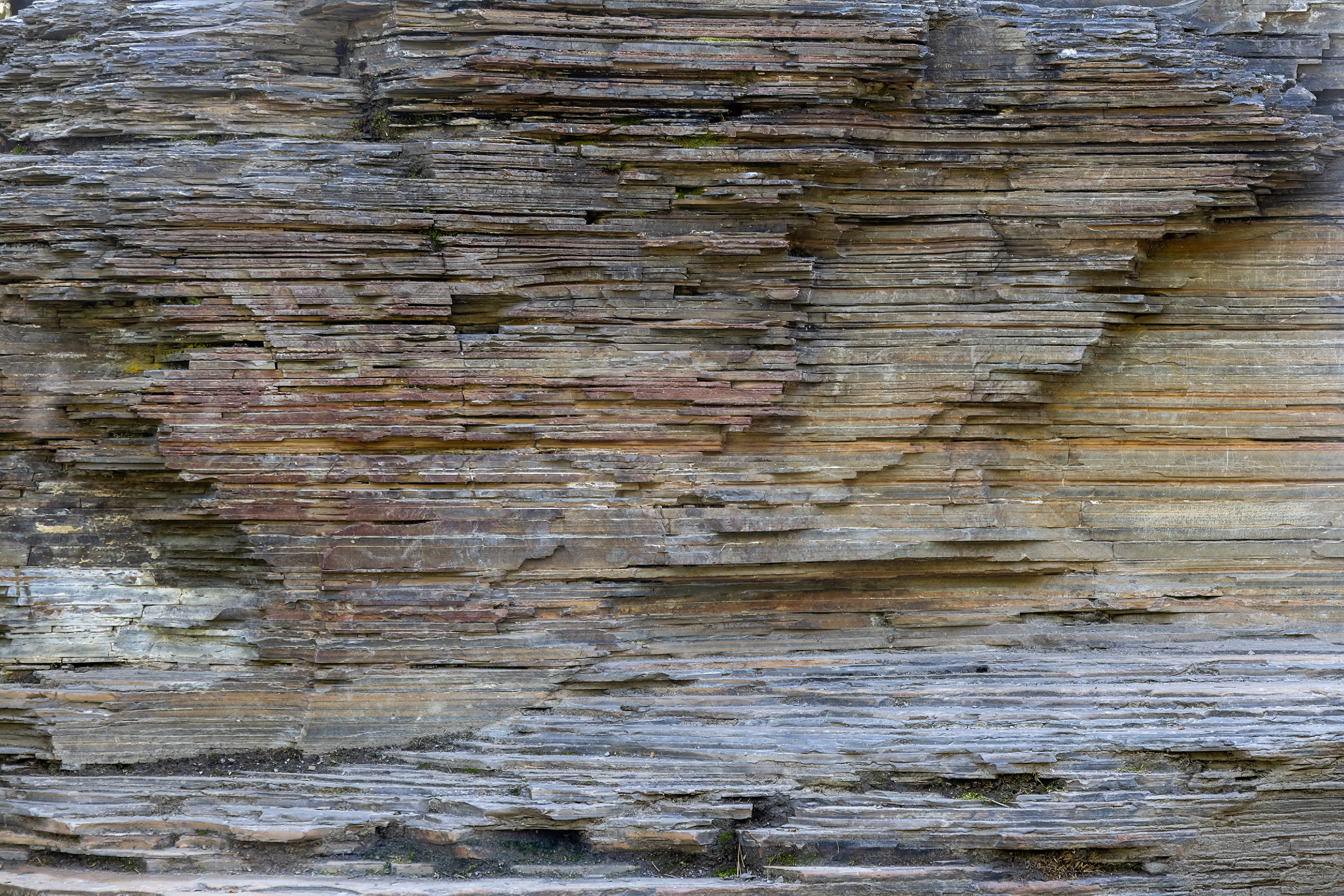
Lerskiffer i Marble Canyon, Kootenay nationalpark, British Columbia, Canada.

## Egenskaper
Lerskiffret består oftast av kristallina fragment av olika lermineral. Bergartens skiffrighet har uppkommit genom tryck. Sammanfaller denna skiffrighet med lagringen kan stenen lätt klyvas i skivor. När skiffrigheten bildar vinkel med lagringen är sammanhållningen större och lerskiffren inte lika lättkluven. Om man repar ytan med metall får man ett grått streck.
Lerskiffer är ofta fossilförande och kan innehålla exempelvis brachiopoder, trilobiter eller växtfossil.

## Användning
Lerskiffer förekommer i flera former, som funnit användning inom olika områden:
- lerskiffer används på många håll som takbeläggning
- kiselskiffer är en variant av lerskiffer, och många så kallade brynstenar är täta, kvartsrika lerskiffrar
- oljeskiffrar är rika på kolväten och är lokalt av ekonomiskt intresse som energiråvara
- svartskiffrar är mycket rika på kol och ibland även metaller
- alunskiffer utnyttjades tidigare för framställning av alun till bland annat skinnberedning och textilfärgning

Bland metamorfa skiffrar märks främst Fyllit och Glimmerskiffer.